# Малый Зюдостинский
Ма́лый Зюдо́стинский (Малый Зюйдостинский) — остров в северо-западной части Каспийского моря в дельте реки Волга. Административно относится к Володарскому району Астраханской области.

## География
К западу от острова проходит основное русло одного из крупных водотоков дельты — Белинского банка (Старый, или Большой, Белинский Банк). По этому руслу проложен Белинский канал.
Западнее Малого Зюдостинского проложены каналы, соединяющие расположенную севернее протоку Ушаковский Банк (система Малобелинского Банка) с устьем Старого Белинского Банка (с Белинским каналом) южнее. В районе устья — множество островов, островков и проток между ними. Ближайшая к Малому Зюдостинскому, на юго-западном направлении, группа островов — Вшивые, огибаемые протокой Кальинской. На самом канале в районе устья Белинского банка стоит небольшой посёлок Седьмая Огневка. Ближайший к острову восточный берег Старого Белинского Банка носит название косы Большой Белинской.
К северу и северо-западу от острова — система проток Малобелинского Банка, восточного водотока Белинского Банка (Ушаковский Банк, Глагол, Кривой Банк, ерики Дядина Дыра и Два Брата). На северо-востоке и востоке расположен остров Большой Зюдостинский.

## Хозяйственная деятельность
Берега острова, множество небольших островков вокруг него и окрестное тихое мелководье, с пониженной скоростью течения воды (0,2 м/с), обильно заросли кундраком (распространённое в Астраханской области название водной растительности). На острове и вокруг него осуществляется добыча ондатры, которая живёт в хатках в прибрежных зарослях.
Согласно утверждённым Федеральным агентством по рыболовству Российской Федерации правилам рыболовства в Волжско-Каспийском рыбохозяйственном бассейне, остров Малый Зюдостинский входит в пределы Волжского предустьевого запретного пространства, где запрещается вылов всех видов водных биоресурсов в течение года (граница запретного пространства проходит к югу от острова).